# Royal Rumble 2004
Royal Rumble 2004 è stata la diciassettesima edizione dell'omonimo pay-per-view di wrestling prodotto annualmente dalla World Wrestling Entertainment. L'evento si è svolto il 25 gennaio 2004 al Wachovia Center di Filadelfia (Pennsylvania).
Il main event della serata è stato il Royal Rumble match a 30 uomini, che ha visto la vittoria finale di Chris Benoit, il quale era entrato per primo sul ring. Gli altri incontri principali dell'evento sono stati il Last Man Standing match valido per il World Heavyweight Championship tra Triple H e Shawn Michaels e il single match per il WWE Championship tra Brock Lesnar e Hardcore Holly.

## Storyline
Nella puntata di SmackDown del 12 settembre 2002, Brock Lesnar sconfisse Hardcore Holly in un match non titolato in cui Lesnar lo infortunò rompendogli realmente, ma per sbaglio, il collo a causa di una Powerbomb mal eseguita. Holly ritornò un anno dopo, alle Survivor Series, per vendicarsi di Lesnar. Nella puntata di SmackDown del 18 dicembre 2003, il General Manager di SmackDown Paul Heyman annunciò un tag team match tra Holly e Shannon Moore contro A-Train e Matt Morgan in cui Holly, se avesse vinto, avrebbe potuto ottenere un match a sua scelta, ma se avesse perso, sarebbe stato costretto ad abbandonare la WWE. Holly e Moore vinsero ed il primo ottenne un match a sua scelta. Nella puntata di SmackDown del 22 gennaio, durante un Handicap match tra Lesnar, Big Show, Matt Morgan e Rhyno contro John Cena e Chris Benoit, Holly intervenne ed attaccò Lesnar. Ciò sancì un match tra Lesnar ed Holly, valevole per il WWE Championship di Lesnar, per la Royal Rumble.
Ad Armageddon, Triple H sconfisse il campione Goldberg e Kane in un Triple Threat match, conquistando il World Heavyweight Championship. Nella puntata di Raw del 15 dicembre 2003, Shawn Michaels e Rob Van Dam sconfissero l'Evolution (Triple H, Ric Flair e Batista) in un 2-on-3 Handicap match grazie allo schienamento di Michaels ai danni di HHH. Con questo schienamento ai danni del campione, Michaels ottenne un match titolato contro Triple H che si sarebbe svolto nella puntata di Raw del 29 dicembre 2003. Tale match finì in pareggio, in quanto, durante un doppio schienamento, le spalle di entrambi toccarono il tappeto del ring. Ovviamente, a causa del pareggio, Triple H mantenne il titolo dei pesi massimi. Nella puntata di Raw del 5 gennaio, l'autoproclamato Sceriffo di Raw Steve Austin annunciò che Triple H avrebbe difeso il World Heavyweight Championship in un Last Man Standing match contro Michaels alla Royal Rumble.
Il 16 novembre 2003, a Survivor Series, i Basham Brothers (Doug Basham e Danny Basham) sconfissero i Los Guerreros (Eddie Guerrero e Chavo Guerrero) per mantenere il WWE Tag Team Championship. Al termine del match, Eddie e Chavo iniziarono ad avere delle incomprensioni e Chavo incolpò Eddie per la sconfitta appena subita. Nelle puntate di SmackDown del 20 e 27 novembre, Chavo fu attaccato dal World's Greatest Tag Team (Charlie Haas e Shelton Benjamin) e, al termine di entrambi gli assalti, Chavo diede ancora la colpa a Eddie per tutto ciò. Nella puntata di SmackDown dell'8 gennaio 2004, Eddie e Chavo furono sconfitti dai Basham Brothers in un match valevole per il WWE Tag Team Championship e, al termine dell'incontro, Chavo effettuò un definitivo turn heel attaccando brutalmente Eddie. Nella puntata di SmackDown del 15 gennaio, il general manager Paul Heyman annunciò che Eddie e Chavo si sarebbero affrontati alla Royal Rumble.

### Match di qualificazione per il royal rumble match
- John Cena e Chris Benoit sconfissero Nunzio, Chuck Palumbo e Johnny Stamboli in un 3-on-2 Handicap match a SmackDown!. Se Cena e Benoit non avessero vinto l'incontro, non avrebbero potuto partecipare al Royal Rumble match.
- Tajiri sconfisse Billy Kidman a SmackDown!.
- Bradshaw sconfisse Akio e Sakoda in un Triple Threat match a SmackDown!.
- Matt Morgan sconfisse Orlando Jordan a Velocity.
- Rikishi sconfisse Scotty 2 Hotty a SmackDown!.
- A-Train sconfisse Shannon Moore a Velocity.
- The World's Greatest Tag Team (Shelton Benjamin e Charlie Haas) sconfissero i Basham Brothers (Doug e Danny Basham) a SmackDown!.
- Rico sconfisse Tommy Dreamer a Heat.
- Nunzio sconfisse Chuck Palumbo e Johnny Stamboli in un di Triple Threat match a SmackDown!.
- Goldberg ha vinto a Raw una Battle Royal a 6 uomini (Goldberg, Randy Orton, Chris Jericho, Booker T, Mark Henry e Rob Van Dam) che decretava chi doveva entrare per ultimo nella Royal Rumble.

## Evento

### Match preliminari
L'evento di aprì con il Tables match per il World Tag Team Championship tra la coppia campione dell'Evolution (Batista e Ric Flair) contro quella sfidante dei Dudley Boyz (Bubba Ray Dudley e D-Von Dudley). Durante il match, Jonathan Coachman interferì per distrarre Bubba Ray e D-Von. I Dudley Boyz provarono poi a eseguire un whassap headbutt su Coachman, ma Flair sventò il tutto. Nel finale, D-Von colpì Flair con una clothesline, ma Batista sorprese poi D-Von schiantandolo con una spinebuster attraverso di un tavolo per vincere il match e mantenere i titoli di coppia.
Il secondo match fu quello valevole per il Cruiserweight Championship tra il campione Rey Mysterio e lo sfidante Jamie Noble (con Nidia). Durante le fasi finali del match, Nidia bloccò le gambe di Noble pensando fossero quelle di Mysterio. Dato ciò, Mysterio ne approfittò per colpire Noble con la 619 e un Droppin' Da Dime per poi schienarlo e mantenere il titolo.
Il match successivo fu tra Eddie Guerrero e Chavo Guerrero (con Chavo Guerrero Sr.). Durante il match, Guerrero Sr. interferì attaccando svariate volte Eddie senza farsi vedere dall'arbitro. Nel finale, Eddie eseguì i Three Amigos su Chavo per poi colpirlo con la Frog Splash per schienarlo e vincere il match. Al termine dell'incontro, Eddie attaccò brutalmente sia Chavo che Guerrero Sr.

### Match principali
Il quarto match fu quello valevole per il WWE Championship tra il campione Brock Lesnar e lo sfidante Hardcore Holly. Prima dell'inizio del match, Holly attaccò Lesnar all'esterno del ring per poi lanciarlo contro il paletto di sostegno del quadrato. Rientrati sul ring, Lesnar schivò un attacco aereo di Holly iniziando, così, a dominare l'incontro. Dopo aver subito una serie di suplex, Holly colpì Lesnar con un dropkick per poi eseguire l'Alabama Slam, ma il campione si liberò al conto di due. Holly utilizzò poi le corde del ring per rinchiudere Lesnar in una Full Nelson, ma quest'ultimo uscì dalla presa colpendo Holly con un Hangman. In seguito, Lesnar eseguì la F-5 su Holly per poi schienarlo e mantenere il titolo.
L'incontro che seguì fu il Last Man Standing match per il World Heavyweight Championship tra il campione Triple H e lo sfidante Shawn Michaels. Triple H dominò le prime parti del match colpendo Michaels con un facebreaker knee smash per poi focalizzarsi sulla schiena di HBK. In seguito, Michaels riuscì a rinchiudere Triple H nella figure-four leglock, ma il campione riuscì a liberarsi dalla presa. Successivamente, Triple H schivò un attacco in corsa di Michaels facendolo cadere all'esterno del ring. I due iniziarono a combattere fuori dal quadrato, dove Michaels saltò utilizzando le corde del ring per tentare di gettarsi addosso a Triple H, ma quest'ultimo si spostò e HBK finì con lo schiantarsi attraverso il tavolo dei commentatori, mandandolo in frantumi. Michaels si rialzò al conto di sette, ma fu sanguinante dalla fronte a causa dell'impatto subito contro il tavolo. Triple H rigettò Michaels nel ring e continuò ad infierire colpendolo con molteplici pugni al volto per poi eseguire una spinebuster. HBK si rialzò ancora una volta al conto di sette dell'arbitro e, dato ciò, Triple H scese dal ring per prendere una sedia d'acciaio, con la quale colpì Michaels alla schiena. Michaels si rialzò aggrappandosi alle corde del quadrato dopo un conto di nove. Triple H tentò di eseguire il Pedrigree sulla sedia ai danni di HBK, ma quest'ultimo contrattaccò gettando The Game sopra la medesima sedia per poi catapultarlo contro il paletto di sostegno del ring. Michaels colpì poi Triple H al volto con la sedia causandogli l'apertura di una ferita alla fronte. HBK colpì poi The Game con un diving elbow drop per poi tentare di eseguire la Sweet Chin Music, ma il campione evitò il tutto colpendo Michaels con un low-blow. Entrambi si rialzarono al conto di nove e Michaels rinchiuse Triple H in una sleeper hold. The Game si rialzò dopo un conto di nove ed effettuò una DDT su HBK per poi colpirlo con il Pedigree. Michaels si rialzò incredibilmente al conto di nove dell'arbitro e sorprese Triple H con una fulminea Sweet Chin Music, ma dopo l'esecuzione di essa, anche HBK si gettò a terra esausto. Entrambi non riuscirono ad alzarsi al conto di dieci e, dunque, il match finì con un pareggio. Dato ciò, Triple H mantenne il World Heavyweight Championship.
Poco prima dell'inizio del Royal Rumble match, i due General Manager di Raw e SmackDown!, rispettivamente Eric Bischoff e Paul Heyman, ebbero un'accesa discussione verbale, ma furono interrotti da Steve Austin che punì entrambi con delle Stunner.
Il main event fu il Royal Rumble match. Il match iniziò con Chris Benoit e l'Intercontinental Champion Randy Orton, i quali entrarono rispettivamente per primo e per secondo. Benoit e Orton combatterono tra di loro fino all'arrivo di Mark Henry (numero #3), che attaccò poi entrambi. Il successivo entrante fu Tajiri (numero #4), che salì sul ring per poi colpire Orton con un handspring back elbow. In seguito, Orton lottò contro Henry e Benoit lottò contro Tajiri, finché non arrivò Bradshaw (numero #5), il quale colpì Orton, Henry e Tajiri con la Clothesline from Hell. Bradshaw tentò di eseguire la Clothesline from Hell anche su Benoit, ma quest'ultimo rovesciò la manovra nella Crippler Crossface. Bradshaw riuscì a divincolarsi dalla presa sollevando Benoit per poi posizionarlo sull'apron ring. Tuttavia, Benoit saltò sull'apron ring e scaraventò Bradshaw oltre la terza corda, eliminandolo dal match. Successivamente, Rhyno (numero #6) entrò sul ring per poi attaccare Orton e Benoit. Dopodiché, Tajiri utilizzò le corde del ring per applicare la Tarantula su Henry, mentre Rhyno colpì Benoit con una spinebuster per poi tentare la Gore. Benoit schivò la Gore di Rhyno e quest'ultimo finì con il colpire ed eliminare Tajiri, che nel frattempo stava eseguendo la presa su Henry. Pochi secondi dopo, Benoit eliminò Henry. I successivi entranti furono Matt Hardy (numero #7), Scott Steiner (numero #8), Matt Morgan (numero #9) e The Hurricane (numero #10). Dopo essere entrati, Morgan eseguì una sitout powerbomb su Benoit per poi colpire Hardy con un big boot, mentre The Hurricane eseguì un diving crossbody su Hardy. The Hurricane iniziò poi ad attaccare Morgan, ma quest'ultimo non si scompose ed eliminò The Hurricane dopo averlo gettato oltre la terza corda con una powerslam. Più avanti, Benoit lottò contro Rhyno, Steiner contro Orton e Hardy contro Morgan, finché non arrivò Booker T (numero #11). Booker eseguì lo Scissors Kick su Orton per poi eliminare Steiner dal match. Il seguente entrante fu Kane (numero #12), che entrò sul ring e si scontrò con Morgan. Kane eseguì la Chokeslam su Morgan, Benoit, Orton e Booker per poi colpire Hardy e Rhyno rispettivamente con una sidewalk slam e con un big boot. Pochi istanti dopo, nel momento in cui era previsto l'ingresso numero #13, suonò il gong della musica d'entrata di The Undertaker. Kane, ricordando di averlo sepolto sotto terra a Survivor Series del 2003, iniziò a preoccuparsi e inevitabilmente si distrasse facendosi, così, eliminare da Booker. Infuriato per essere stato eliminato, Kane colpì con una Chokeslam sulla rampa stage il vero partecipante numero #13, Spike Dudley, che non poté più prendere parte al match. Nel momento dell'entrata di Rikishi (numero #14), Benoit eliminò Rhyno dopo averlo gettato oltre la terza corda con un back body drop. Rikishi attaccò Hardy per poi eseguire lo Stink Face su Morgan. Pochi minuti dopo, fu il turno di René Duprée (numero #15), che posizionò Hardy sull'apron ring e lo eliminò dopo averlo colpito con un dropkick. Tuttavia, dopo aver eliminato Hardy, Duprée venne eliminato da Rikishi dopo l'esecuzione di un Savate Kick. Dopo l'entrata di A-Train (numero #16), Benoit eliminò Morgan. Dopodiché, Orton incominciò a dominare il match eliminando prima Rikishi e poi anche Booker dopo l'esecuzione di un back body drop oltre la terza corda. Intanto che Benoit lottò contro A-Train, Shelton Benjamin (numero #17) entrò sul ring. Pochi attimi dopo, Benoit eliminò A-Train, mentre Benjamin provò a colpire Orton con un superkick, però Orton schivò l'attacco ed eliminò Benjamin. A questo punto del match, Benoit e Orton (i primi due entranti) furono gli unici a rimanere sul ring. In seguito, Ernest Miller (numero #18) arrivò sul quadrato in compagnia del suo manager, Lamont. Invece che cogliere l'opportunità di eliminare gli esausti Orton e Benoit, Miller iniziò a ballare seguendo il ritmo della sua musica d'entrata. Dato ciò, Benoit e Orton si ripresero ed interruppero il ballo di Miller e Lamont. Benoit gettò Lamont (non partecipante al match) all'esterno del ring, mentre Orton eliminò Miller dalla contesa. Dopo l'eliminazione di Miller, Orton e Benoit continuarono a scontrarsi. Successivamente, fu il turno di Kurt Angle (numero #19), che attaccò Benoit. Il successivo entrante fu Rico (numero #20), il quale attaccò Orton per poi colpirlo con un Roundhouse Kick. Dopo che Benoit eseguì tre german suplex consecutivi su Angle, Orton colpì Rico con la RKO per poi eliminarlo dopo l'esecuzione di un back drop. Per l'ingresso numero #21 era prevista la presenza di Test, ma al momento della sua entrata, fu trovato senza forza a terra nel backstage. "Stone Cold" Steve Austin, dopo essersene accorto, ordinò a un wrestler di sostituirlo. Questi si rivelò essere Mick Foley, che si precipitò sul ring ed eliminò Orton, con il quale aveva un feud già da qualche settimana, buttando fuori dal ring anche sé stesso. Dopo le loro rispettive uscite dal Royal Rumble match, i due continuarono a picchiarsi fuori dal ring per diversi minuti, utilizzando anche sedie e scalini d'acciaio. I successivi entranti furono Christian (numero #22) e Nunzio (numero #23). Durante la sua entrata, Nunzio subì la Mandible Claw di Foley, ma Orton attaccò ancora Foley liberando, così, Nunzio dalla presa. Foley seguì poi Orton nel backstage dell'arena. Sul ring, Angle lottò contro Christian e Benoit, mentre Nunzio si rifiutò di entrare sul quadrato e decise, dunque, di sedersi a bordo ring. I seguenti entranti furono lo United States Champion Big Show (numero #24), Chris Jericho (numero #25) e Charlie Haas (numero #26). Dopo essere entrato, Haas venne attaccato da Jericho e Christian. Tuttavia, pochi istanti dopo, Jericho eliminò Christian dal match. In seguito, Billy Gunn (numero #27) arrivò sul ring ed eseguì il Fameasser sia su Angle che su Jericho per poi attaccare Big Show e Haas. Dopodiché, John Cena (numero #28) entrò, ma prima di salire sul ring, Cena prese Nunzio e lo gettò all'interno del quadrato per poi attaccarlo. Big Show interruppe poi l'attacco di Cena nei confronti di Nunzio. Qualche minuto più avanti, Rob Van Dam (numero #29) arrivò sul ring ed iniziò a dominare tutti partecipanti. Dopo l'entrata di Van Dam, Cena eseguì la F-U su Angle. L'ultimo entrante fu Goldberg (numero #30), che colpì con la Spear sia Big Show che Gunn per poi attaccare tutti gli altri. Nel momento in cui Goldberg eliminò Haas dal match, Nunzio si aggrappò alla schiena di Goldberg per tentare di bloccarlo. Tuttavia, Goldberg colpì Nunzio con una violenta Spear per poi eliminare Gunn con una clothesline oltre la terza corda. Goldberg sollevò poi Nunzio con una military press e lo gettò oltre la terza corda del ring, eliminandolo. Mentre Goldberg stava per eseguire la Jackhammer su Big Show, il WWE Champion Brock Lesnar intervenne colpendo Goldberg con la F-5. Questi si distrasse poi con Lesnar, non partecipante all'incontro, e venne eliminato da Angle. Dopo l'eliminazione di Goldberg, Benoit, Angle, Jericho, Cena e Van Dam si allearono per contrastare Big Show. Angle colpì Big Show con un chop block permettendo, così, a Van Dam di eseguire uno slingshot leg drop su Big Show per poi colpirlo con la Five Star Frog Splash. In seguito, anche Jericho, Cena e Benoit colpirono Big Show rispettivamente con il Lionsault, il Five Knuckle Shuffle e il diving headbutt. Tutti e cinque provarono ad eliminare Big Show, ma quest'ultimo contrattaccò ed eliminò Cena. Van Dam tentò poi di eseguire un monkey flip su Big Show all'angolo, ma il tentativo fallì e Big Show bloccò Van Dam per poi lanciarlo oltre la terza corda, eliminandolo dal match. Gli ultimi quattro a rimanere sul ring furono, dunque, Big Show, Angle, Benoit e Jericho. In seguito, Big Show lanciò Jericho verso l'esterno del ring, ma Y2J evitò l'eliminazione aggrappandosi alle corde. Jericho atterrò Big Show con un flying bulldog per poi rinchiuderlo nella Walls of Jericho, ma Angle ruppe la presa attaccando Jericho. Big Show si rialzò ed eliminò Jericho gettandolo oltre la terza corda con la Chokeslam. Rimasti in tre, Big Show eseguì la Chokeslam su Benoit per poi combattere contro Angle. Successivamente, Angle colpì con la Angle Slam sia Big Show che Benoit. Poco dopo, Big Show tentò di colpire Angle con la Chokeslam, ma l'Olympic Hero rovesciò la manovra nella Ankle Lock. Essendo vicino alle corde, Big Show si aggrappò ad esse e le utilizzò come leva per gettare Angle all'esterno del ring, eliminandolo. Visto che Big Show si trovava sull'apron ring, Benoit salì sulla terza corda per poi colpire Big Show al collo con un flying forearm, che fece rientrare Big Show all'interno del ring. Big Show tentò poi di eseguire la Chokeslam su Benoit, ma quest'ultimo contrattaccò intrappolando Big Show nella Crippler Crossface. Nel finale, Big Show sollevò Benoit, ma il Rabid Wolverine riuscì a posizionarsi sull'apron ring dopo aver applicato una headlock su Big Show. Avendo bloccato Big Show nella headlock, Benoit fece leva con le corde per eliminare Big Show e vincere il Royal Rumble match. Con questa incredibile vittoria, Benoit diventò il secondo wrestler della storia a vincere un Royal Rumble match entrando con il numero 1 (dopo Shawn Michaels nel 1995). Benoit fissò inoltre un tempo record di permanenza all'interno del ring di 61 minuti e 30 secondi, superando il record appartenente a Bob Backlund stabilito nella Royal Rumble 1993.

## Risultati
| #    | Incontri                                                            | Stipulazioni                                                  | Durata   |
| ---- | ------------------------------------------------------------------- | ------------------------------------------------------------- | -------- |
| Heat | Victoria (con Steven Richards) ha sconfitto Molly Holly             | Single match                                                  | 04:56    |
| 1    | Batista e Ric Flair (c) hanno sconfitto The Dudley Boyz             | Tables match per il World Tag Team Championship               | 04:23    |
| 2    | Rey Mysterio (c) ha sconfitto Jamie Noble (con Nidia)               | Single match per il WWE Cruiserweight Championship            | 03:12    |
| 3    | Eddie Guerrero ha sconfitto Chavo Guerrero (con Chavo Guerrero Sr.) | Single match                                                  | 08:03    |
| 4    | Brock Lesnar (c) ha sconfitto Hardcore Holly                        | Single match per il WWE Championship                          | 06:30    |
| 5    | Triple H (c) vs. Shawn Michaels è terminato in no contest           | Last man standing match per il World Heavyweight Championship | 22:46    |
| 6    | Chris Benoit ha vinto eliminando per ultimo Big Show                | Royal rumble match                                            | 01:01:35 |

## Royal rumble match
– Wrestler di Raw

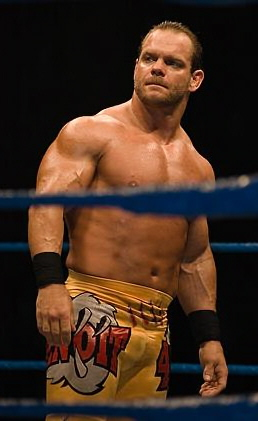
Chris Benoit, vincitore del Royal rumble match

     – Wrestler di SmackDown!
     – Vincitore
| #   | Superstar        | Ordine | Eliminato da           | Tempo    | N° eliminazioni |
| --- | ---------------- | ------ | ---------------------- | -------- | --------------- |
| 1°  | Chris Benoit     | —      | Vincitore              | 01:01:35 | 6               |
| 2°  | Randy Orton      | 19°    | Mick Foley             | 33:43    | 5               |
| 3°  | Mark Henry       | 3°     | Chris Benoit           | 05:14    | 1               |
| 4°  | Tajiri           | 2°     | Mark Henry             | 03:39    | 0               |
| 5°  | Bradshaw         | 1°     | Chris Benoit           | 00:38    | 0               |
| 6°  | Rhyno            | 8°     | Chris Benoit           | 14:00    | 0               |
| 7°  | Matt Hardy       | 9°     | René Duprée            | 14:18    | 0               |
| 8°  | Scott Steiner    | 5°     | Boooker T              | 06:49    | 0               |
| 9°  | Matt Morgan      | 11°    | Chris Benoit           | 12:14    | 1               |
| 10° | The Hurricane    | 4°     | Matt Morgan            | 00:19    | 0               |
| 11° | Booker T         | 13°    | Randy Orton            | 09:11    | 2               |
| 12° | Kane             | 6°     | Booker T               | 01:30    | 0               |
| 13° | Spike Dudley     | 7°     | —                      | —        | —               |
| 14° | Rikishi          | 12°    | Randy Orton            | 03:48    | 1               |
| 15° | René Duprée      | 10°    | Rikishi                | 00:33    | 1               |
| 16° | A-Train          | 14°    | Chris Benoit           | 01:44    | 0               |
| 17° | Shelton Benjamin | 15°    | Randy Orton            | 00:37    | 0               |
| 18° | Ernest Miller    | 16°    | Randy Orton            | 00:56    | 0               |
| 19° | Kurt Angle       | 28°    | Big Show               | 29:04    | 1               |
| 20° | Rico             | 17°    | Randy Orton            | 01:06    | 0               |
| 21° | Mick Foley       | 18°    | Sé stesso              | 00:43    | 1               |
| 22° | Christian        | 20°    | Chris Jericho          | 07:39    | 0               |
| 23° | Nunzio           | 23°    | Goldberg               | 03:48    | 0               |
| 24° | Big Show         | 29°    | Chris Benoit           | 22:38    | 4               |
| 25° | Chris Jericho    | 27°    | Big Show               | 14:58    | 1               |
| 26° | Charlie Haas     | 21°    | Goldberg e Rob Van Dam | 06:53    | 0               |
| 27° | Billy Gunn       | 22°    | Goldberg               | 05:37    | 0               |
| 28° | John Cena        | 25°    | Big Show               | 07:37    | 0               |
| 29° | Rob Van Dam      | 26°    | Big Show               | 06:44    | 1               |
| 30° | Goldberg         | 24°    | Kurt Angle             | 02:07    | 3               |